# Кайма (геральдика)

В серебряном поле червлёная кайма.

Кайма (фр. bordure; brochure, англ.  bordure, нем. bord) — геральдическая фигура первого порядка, в форме ленты, что опоясывает щит.

## История
Единого мнения герольдмейстеров о том, откуда возникла кайма, нет. Имеется три версии её происхождения:
1. Предположительно, это край древней тоги менторов, которую они выводят из тоги претекста (тога, отороченная пурпуром, у древних римлян).
2. Кромка или кайма заимствована из одежды рыцарей.
3. Кайма возникла из необходимости укреплять края щита (наиболее правдоподобная).

Старый герб Бургундии.

Известно, что с момента, как во Франции Роберт I Анжуйский «изобрёл» кайму, она немедленно разошлась по всей Европе в самых различных вариациях подражания и имитации. Во Франции кайма стала использоваться для бризуры (видоизменения) герба и включалась в герб третьих сыновей, а в Италии обозначала младших отпрысков Савойского дома.
Что касается символического смысла, то кайме приписывают значение защиты, протекции и покровительства. Иногда она играет ту же роль, что и глава щита, в качестве знака пожалования. Можно только отметить, что самая роскошная кайма не добавляет гербовладельцу достоинства.

## Геральдика
Кайма — почётная геральдическая фигура в виде полосы, окрашенной в контрастирующую с цветом основного поля тинктуру и проходящей вдоль всей кромки щита, таким образом опоясывая его. У каймы может изменяться ширина, давая при сужении до половины нормальной ширины каймы — узкую кайму (фр. filière); до 1/3 от нормальной ширины каймы — опушку. Если сужение каймы идёт за счёт внешнего края и она отделяется от края просветом, то тогда будет получена внутренняя кайма и выпушка соответственно.
Подобно любой другой фигуре в композиции герба, кайма может быть окрашена одной тинктурой или несколькими (зачастую, в зависимости от типа деления поля). Также это касается и формы: существуют наборная (составная), двойная, усеянная, обременённая, волнистая (волнообразная), выступная и прочие. Это активно используется в шотландской системе каденции, так как в шотландской геральдике не существует понятия герб клана, и дворянский герб может принадлежать только одному определённому лицу, а его родственники носят свои гербы с дополнительными различиями.
Из-за частой практики использования каймы как бризуры, в гербах относительно неё правило тинктур не всегда соблюдалось: например, многие члены французского королевского дома использовали червлёную кайму на лазурном поле. Крайне редко она имеет тот же цвет, что и основное поле, в котором лежит; в этом случае английские геральдисты используют термин «embordured». Это была очень необычная практика даже во время рассвета геральдики, и сегодня она не используется.

## Галерея

Малый герб Португалии
«Кастильская» кайма
«Наваррская» кайма
Герб герцогства Лауэнбург с 1867
Герб Мосальска с зубцоватой опушкой
Герб города Кур-сюр-Луар с лазурной filière
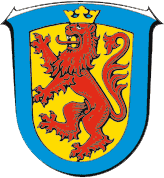
Герб Ульрихштайна
Герб города Абвиль
Пармские Бурбоны
Вариант герба Жанны де Пентьевр
Герб  Людовика Анжуйского
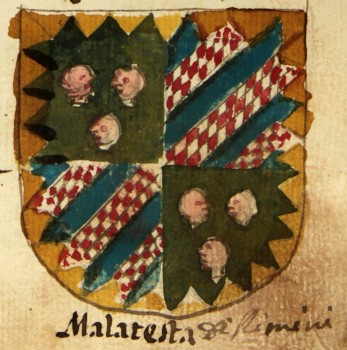
Герб семейства Малатеста-Римини с заострённой каймой
Герб Рено де Пресиньи[5]
Вариант герба  Томаса Холланда (1399)[6]
Герб Ричарда Конисбурга
Герб Генри Фицроя